# Восточный фронт Русской армии
Восто́чный фронт Ру́сской а́рмии — оперативно-стратегическое объединение вооружённых антибольшевистских сил на востоке России во время Гражданской войны. Как единый фронт существовал с июля 1919 года.

## Предыстория
История образования Восточного фронта восходит к моменту свержения советской власти в Поволжье, на Урале, в районе Степного края, в Сибири и на Дальнем Востоке в результате восстаний подпольных русских офицерских организаций и одновременного выступления Чехословацкого корпуса. Летом 1918, после выступления Чехословацкого корпуса, на этом направлении самостоятельно действовали Народная армия КОМУЧа и Сибирская армия Временного Сибирского правительства, формирования восставших казаков Оренбургского, Уральского, Сибирского, Семиреченского, Забайкальского, Амурского, Енисейского, Уссурийского казачьих войск, а также разного рода добровольческие отряды.
21 июля был образован антибольшевистский Восточный фронт, объединивший под командованием Р. И. Гайды русские и чешские части.
При формировании частей и в Поволжье, и в Сибири вначале из офицеров, проживавших в городе, формировался офицерский батальон, который потом разворачивался в часть. Однако к концу лета 1918 года на смену добровольческому принципу комплектования пришёл мобилизационный. Сибирская армия часто испытывала недостаток даже в младшем и среднем командном составе, поэтому офицеры после мобилизаций занимали почти исключительно командные должности.
Начиная с 15 августа 1918 года, участок боевых действий в Поволжье, где действовали Народная армия и часть Чехословацкого корпуса, именовался КОМУЧем как «Поволжский фронт».
К 1 сентября 1918 года на Восточном фронте белых находилось между Казанью и Вольском 15 тыс. бойцов Чечека (в том числе 5 тыс. чехов), на пермском направлении — под командованием полковника Войцеховского 20 тыс. бойцов (15 тыс. чехов), на Каме 5—6 тыс. ижевско-воткинских повстанцев, на юге — 15 тыс. уральских и оренбургских казаков. Всего 55 тыс. бойцов (в том числе 20 тыс. чехов). По другим данным, к 1 сентября антибольшевистские войска имели всего 46—57,5 тыс. бойцов (на Камском направлении 22—26,5 тыс., на Волжском — 14—16 и на Уральско-Оренбургском — 10—15 тыс.).
В сентябре—октябре 1918 года все белогвардейские формирования восточнее Поволжья подчинялись назначенному Уфимской директорией Верховному главнокомандующему всеми сухопутными и морскими силами России генералу В. Г. Болдыреву. 18 ноября, с провозглашением прибывшего 14 октября 1918 в Омск и введённого в правительство 4 ноября в качестве военного министра А. В. Колчака Верховным правителем России, взявшего на себя верховное главнокомандование всеми сухопутными и морскими силами России, была произведена существенная реорганизация войск.
К середине ноября 1918 года на всем Восточном фронте белых находилось 43 тыс. штыков и 4,6 тыс. конницы.
Осенью 1918 года фронты красных и белых на востоке вели борьбу с переменным успехом.
В ноябре 1918 года на Восточном фронте продолжало успешно развиваться наступление советских войск. К середине ноября частями 1-й и 5-й советских армий были заняты Бузулук, Бугуруслан, Белебей и Бугульма. 2-я армия во взаимодействии с Особым отрядом 3-й армии и Волжской флотилией разгромила ижевско-воткинских повстанцев (из 25 тыс. удалось прорваться за Каму лишь 5—6 тыс.). Действовавшие на флангах 3-я и 4-я армии встретили упорное сопротивление противника и имели незначительное продвижение. Красной армии противостояли белые части, включавшие Екатеринбургскую группу войск Временного Сибирского правительства генерал-майора Р. Гайды (22 тыс. штыков и сабель), 2-й Уфимский корпус генерал-лейтенанта С. Н. Люпова (около 10 тыс. штыков и сабель), остатки Поволжской Народной армии, объединённые в Самарскую группу генерал-майора С. Н. Войцеховского (16 тыс. штыков и сабель), войска Бузулукского района полковника А. С. Бакича (около 5 тыс. штыков и сабель), уральские казачьи части (около 8 тыс. штыков и сабель). Главные силы оренбургского казачества под командованием генерала А. И. Дутова (свыше 10 тыс. штыков и сабель) находились в районе Оренбурга, Орска, действуя в направлении Актюбинска.

## В составе Русской армии
В декабре 1918 года А. В. Колчак осуществил радикальную реорганизацию военного командования: для оперативного управления была образована Ставка Верховного Главнокомандующего адмирала А. В. Колчака. 24 декабря 1918 войска фронта были разделены на Сибирскую, Западную и Оренбургскую отдельные армии, в оперативном подчинении ставки находилась также Уральская отдельная армия. Сибирская и Народная армии были упразднены. Фронты ещё некоторое время именовались Западным и Юго-Западным, но с переформированием (декабрь-январь) соединений первого из них в Сибирскую (командующий генерал Р. Гайда) и Западную армии (командующий генерал М. В. Ханжин) — они, как и Юго-Западная (Уральская казачья), напрямую были подчинены Верховному Главнокомандующему и его штабу (начальник генерал Д. А. Лебедев, сменивший С. Н. Розанова).
С наступлением зимы на северном участке боевых действий — участке Екатеринбургской группы (позднее Сибирская армия) — 24 декабря 1918 года Русская армия взяла Пермь, что для красных было сопряжено с тяжёлыми потерями («Пермская катастрофа»). Однако на центральном и южном участках красными были взяты Уфа (31 декабря 1918) и Оренбург (22 января 1919).
К весне 1919 года состав Восточного фронта увеличился до 400 тыс. человек (в том числе 130—140 тыс. штыков и сабель на фронте; Атаманы Г. М. Семёнов и И. П. Калмыков в Забайкалье имели 20 тыс., Б. В. Анненков в Семиречье — свыше 10, барон Р. Ф. Унгерн в Прибайкалье — до 10 тыс. человек) при 17 тыс. офицеров.
В начале марта 1919 года Восточный фронт Русской армии предпринял наступление на запад и добился значительных оперативных успехов. Особенно преуспел ген. М. В. Ханжин, командующий Западной армией: 13 марта белые были в Уфе, а затем были взяты и некоторые другие города; передовые части Русской армии вышли на подступы к Волге. В конце апреля 1919 года в Западной армии и Южной группе на 45605 штыков и сабель приходилось 2486 офицеров, при этом обеспеченность Западной армии офицерами была в несколько раз выше, чем Южной группы. Офицерский состав казачьих частей был ниже штатной численности и структура его была сдвинута в сторону младших чинов. В целом доля офицеров не превышала 5 % всех военнослужащих. Всего через ряды армии прошло 35—40 тыс. офицеров. Чинопроизводство офицеров велось Главным штабом Русской армии. Командующие армиями Восточного фронта Русской армии могли производить в чины до капитана включительно.
В конце апреля 1919 года началось также успешное контрнаступление Восточного фронта красных. Приказами от 14 и 22 июля 1919 года Восточный фронт белых был поделён на три армии — 1-ю под командованием А. Н. Пепеляева, 2-ю (из бывшей Сибирской) под командованием Н. А. Лохвицкого и 3-ю (бывшую Западную) под командованием К. В. Сахарова; в непосредственном подчинении Ставки находилась Южная отдельная армия П. А. Белова и Уральская отдельная армия, а также Степная группа в районе Семипалатинска, войска Семиречья под командованием генерала Ионова и внутренние антипартизанские фронты. Армии Восточного фронта делились на корпуса (летом 1919 года преобразованы в группы с переменным числом дивизий), дивизии (а также двухполковые бригады) и полки с единой нумерацией и с названиями по сибирским и уральским городам. Корпусам придавались штурмовые бригады (егерские батальоны), кадровые бригады и другие части.
К лету 1919 года состав Восточного фронта достигал 500 тыс. бойцов. К 1 июля 1919 года максимальная численность, как действующей армии, так и военных округов не превышала 19,6 тыс. офицеров и чиновников и 416,6 тыс. солдат. Непосредственно на линии фронта в Сибирской, Западной и Южной армиях насчитывалось 94,5 тыс. штыков, 22,5 тыс. сабель, 8,8 тыс. невооружённых. Состав техники: 1,4 тыс. пулемётов, 325 орудий, 3 бронеавтомобиля, примерно 10 бронепоездов и 15 самолётов.
В июле разъезд уральских казаков соединился с войсками ВСЮР. Командующий Кавказской армией генерал Врангель и начальник её штаба генерал Юзефович предлагали Деникину закрепиться на рубеже Екатеринослав-Царицын, разместить в районе Харькова 3-4 кавалерийских корпуса для действий в тылах красных по направлению к Москве и вступить во взаимодействие с Уральской армией на востоке, занять Астрахань, дать возможность Каспийской флотилии войти в Волгу. Этого не случилось, и, после занятия Уфы, красный восточный фронт развил успех и в сентябре восстановил связь центра страны с Туркестаном.
Вскоре руководство войсками перешло к главнокомандующему — военному министру ген. М. К. Дитерихсу. После проведения крупных войсковых операций в районе Златоуста, под Челябинском и на Тоболе в начале октября 1919 Ставка была упразднена и управление войсками осуществлялось непосредственно через штаб главнокомандующего фронтом. Остатки Южной отдельной армии вошли во вновь сформированную Оренбургскую (командующий ген. А. И. Дутов), которая отступила в Туркестан.
В ходе отступления Восточного фронта осенью 1919 — зимой 1920 годов остатки 2-й и 3-й армий вышли к Чите. Общая численность войск 2-й и 3-й армий до событий Щегловской тайги составляла 100—120 тыс. чел. и такое же количество беженцев. После оставления Русской армией Красноярска на восток шло уже только около 25 тыс. чел. В районе Иркутска в армии насчитывалось не более 5-6 тыс. бойцов, несмотря на общую численность в несколько раз больше этой цифры. Байкал перешло 26 тыс. чел., а в Читу пришло около 15 тыс.
В Забайкалье в середине февраля 1920 года Главнокомандующим и главой правительства стал генерал Семёнов, а из трёх корпусов войск Восточного фронта, 20 февраля 1920 года была образована Дальневосточная армия, которая в ноябре 1920 года перебазировалась в Приморье, где продолжала борьбу до ноября 1922 года.
Ко 2 ноября 1922 года морским путём из Владивостока и из Южного Приморья через китайскую границу было эвакуировано до 20 тыс. человек, среди которых до 14 тыс. военнослужащих. Также около 10 тыс. человек из состава Южной армии ушли из Забайкалья в августе 1920 года и в Приморье не попали или отошли в Синьцзян.

## Верховные главнокомандующие
- генерал В. Г. Болдырев (24 сентября — 18 ноября 1918);
- адмирал А. В. Колчак (18 ноября 1918 — 4 января 1920);
- генерал Г. М. Семёнов (с 4 января 1920).

## Начальники штаба Верховного главнокомандующего
- С. Н. Розанов (25 сентября — 18 ноября 1918);
- Д. А. Лебедев (21 ноября 1918 — 9 августа 1919);
- М. К. Дитерихс (10 августа — октябрь 1919).

## Главнокомандующие фронтом
- М. К. Дитерихс (20 июня — 4 ноября 1919);
- К. В. Сахаров (4 ноября — 9 декабря 1919);
- В. И. Оберюхтин, врид (9-11 декабря 1919);
- В. О. Каппель (11 декабря 1919 — 25 января 1920);
- С. Н. Войцеховский (25 января — 20 февраля 1920);

## Начальники штаба фронта
- полковник Д. Н. Сальников (19 июня — 30 сентября 1919);
- ген.-майор П. Ф. Рябиков (2 октября — 8 ноября 1919);
- ген.-майор В. И. Оберюхтин (8 ноября 1919 — 9 декабря 1919);
- ген.-майор Б. П. Богословский (9 декабря 1919 — 5 января 1920);
- ген.-майор С. А. Щепихин (27 января — 20 февраля 1920).